# Philippis pälssäl
Philippis pälssäl eller Fernandezpälssäl (Arctocephalus philippii) är en art i familjen öronsälar.
Ett av de svenska trivialnamnen samt artepitetet i det vetenskapliga namnet hedrar zoologen Rodolfo Amando Philippi som fångade holotypen på Robinson Crusoe-ön och förmedlade den till den tyska zoologen Wilhelm Peters som utförde artens vetenskapliga beskrivning. Det andra trivialnamnet syftar på sjöfararen Juan Fernández som gjorde den första enkla beskrivningen.

## Utseende
Hannar når en längd av 150 till 200 cm och honor blir cirka 140 cm långa. En fullvuxen hanne väger 140 kg och en hona 50 kg. I färgen liknar de andra sälar i samma släkte. Hannar har dessutom en mörk man med silverinslag på grund av vita hårspetsar. Hos honor är skillnaden mellan den gråbruna till mörkbruna ovansidan och den ljusare undersidan mera påfallande. Hanar kännetecknas förutom storleken av en långt utdragen, spetsig nos.

## Utbredning
Philippis pälssäl vilar och föder sina ungar på Juan Fernández-öarna som tillhör Chile. Ögruppen har i genomsnitt ett avstånd på 650 kilometer från Sydamerikas kustlinje. Den bara 1,4 km² stora ön San Félix som likaså ingår i ögruppen ligger 910 km från Chiles kust.

## Ekologi
Arten bildar på land stora flockar som består av en alfahane, flera honor och deras ungar. Hanen försvarar sitt revir även i vattnet nära flocken. Philippis pälssäl äter fiskar, bläckfiskar och andra ryggradslösa havsdjur. Vanligen föds en enda unge  i november eller tidiga december och sedan parar sig honan igen. Dräktigheten varar därför lite mindre än ett år. Modern stannar de första 11 dagarna vid sin unge som får dia. Sedan får ungen klara sig långa tider utan modersmjölk. Vissa honor utför vandringar som kan vara upp till 12 dagar långa. Ungen växer trots fastan fort på grund av att mjölken är mycket rik på fett. Efter sju till tio månader slutar honan helt med digivning. Livslängden antas vara den samma som hos andra arter av samma släkte. Vid födelsen är ungen 65 till 68 cm lång och väger 6,2 till 6,9 kg. Redan vid denna tidpunkt är hanar tydligt större än honor. En expedition från 1991/92 observerade att cirka två tredjedelar av de nyfödda ungarna var dödfödda eller dog under sina första dagar. Orsaken var troligen en parasitärt levande rundmask av släktet Uncinaria.
Vissa individer dödas av större hajar eller av späckhuggare. Pälssälen kan simma fort och rörligt för att undvika attacker. I sällsynta fall besöks ögruppen av leopardsäl som har andra sälar som byten.
Philippis pälssäl utför långa vandringar när den letar efter föda. De flesta honor som fick en radiosändare på kroppen registrerades i havsregioner 550 km från viloplatsen. Enskilda honor vandrade 890 km.

## Beståndet
Resenärer vid slutet av 1700-talet uppskattade beståndet på öarna Alejandro Selkirk och Robinson Crusoe till fyra miljoner sälar. Brittiska jägare seglade till ögruppen och dödade varje år upp till 250 000 individer. Ibland fanns det 15 skepp samtidigt vid öarna. 1824 räknades denna art som utdöd. Troligtvis överlevde några djur gömda i grottor.
Först 1965 upptäcktes arten igen och ställdes under skydd. Idag (1990-talet) finns ungefär 12 000 pälssälar i området. Jakten är lagligt förbjuden men viss tjuvjakt förekommer troligen.